# Francisturbine

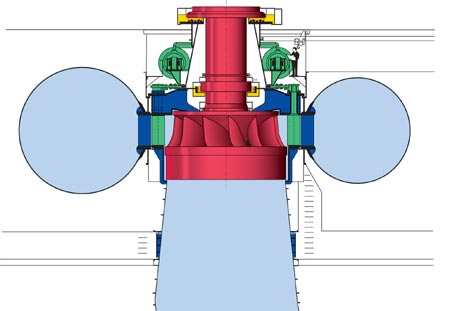
Francisturbine (Voith-Siemens)

De francisturbine is een type hydraulische turbine. Ze werd ontwikkeld door James B. Francis (1815-1892). De francisturbine is een inwaartsstromende reactieturbine die radiale en axiale stromingen combineert.
De francisturbine is de meest gebruikte hydraulische turbine. De turbine is inzetbaar voor valhoogtes van twee tot enkele honderden meters.

## Ontwikkeling

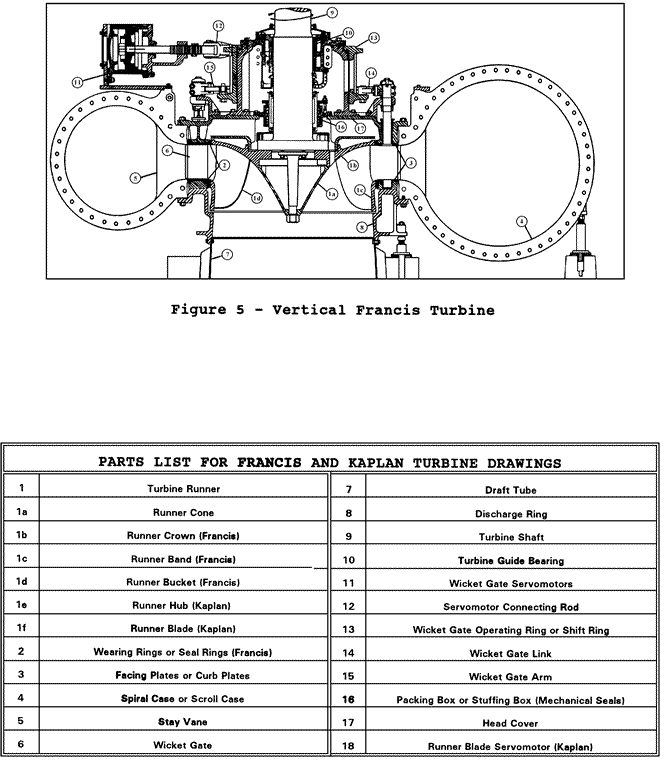
Onderdelen van een francisturbine

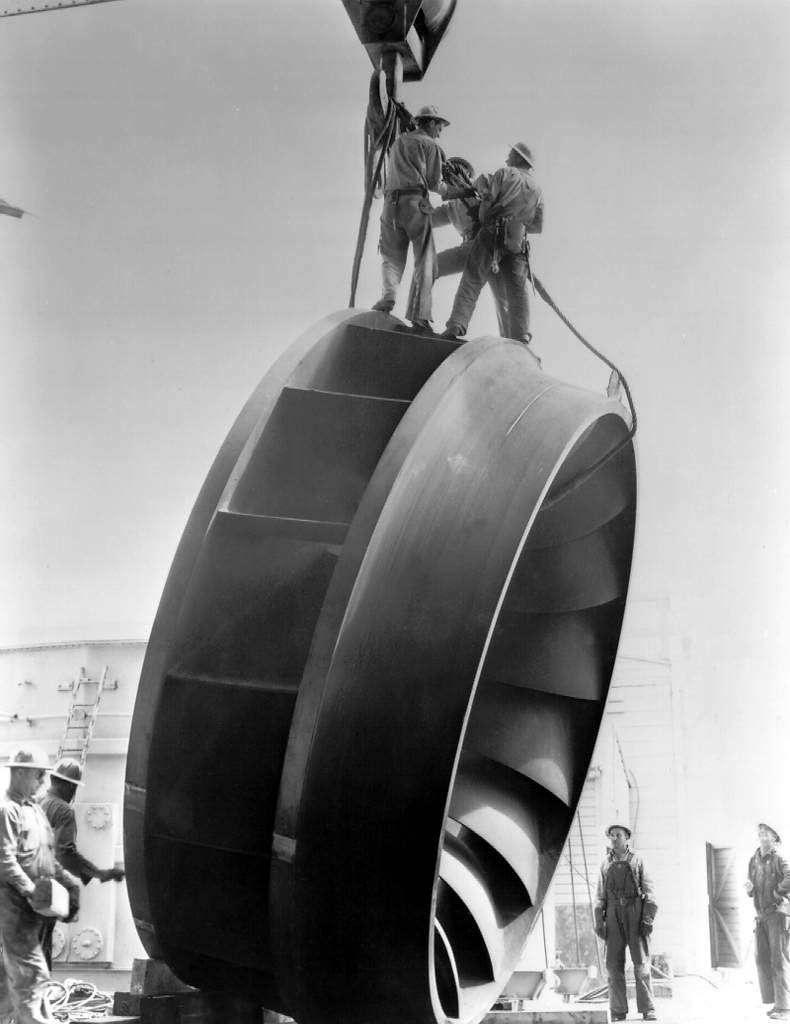
Francisturbine van de Grand Couleedam.

Voor de komst van de stoomturbine maakte men gebruik van waterraderen, deze waren echter erg inefficiënt. Door verbeteringen ontwikkeld in de 19de eeuw werd het mogelijk voor waterturbines om te concurreren met stoomturbines (uiteraard op voorwaarde dat een geschikte stroming aanwezig was).
In 1826 ontwikkelde Benoit Fourneyron een uitwaartsstromende waterturbine met hoge efficiëntie (80%). Water werd tangentiaal door de turbine geleid en deed haar zo draaien. In 1820 ontwikkelde Jean-Victor Poncelet een inwaartsstromende waterturbine gebaseerd op dezelfde principes. Howd verkreeg een Amerikaans patent in 1838 voor een gelijkaardig ontwerp.
James B. Francis verbeterde in 1848 deze ontwerpen en creëerde zo een turbine met een efficiëntie van 90%. Door toepassing van wetenschappelijke principes en testmethoden slaagde hij er in de tot dan meest efficiënte turbine te produceren. Zijn wiskundige en grafische berekeningsmethoden brachten grote vooruitgang in het turbine-ontwerp, maar ook in andere takken van de ingenieurswetenschappen. Door gebruik te maken van analytische methodes kon hij voor verschillende stromingsvoorwaarden telkens een betrouwbaar ontwerp maken met hoge efficiëntie.

## Werkwijze
De francisturbine is een reactieturbine, dit betekent dat er een drukverandering optreedt in het doorstromende fluïdum. De energie van deze drukverandering wordt omgezet in mechanische energie, nl. rotatie van de as. Een behuizing is nodig om de stroming te leiden. De turbine bevindt zich tussen het hogedrukreservoir en de uitgang die op lage druk staat.
De inlaat is spiraalvormig. Leidschoepen leiden het water tangentiaal naar de turbinerotor. Deze radiale stroming werkt in op de turbineschoepen, waardoor de rotor begint te draaien. De leischoepen kunnen verstelbaar zijn om zo de turbine-efficiëntie te regelen naargelang de stromingsvoorwaarden.

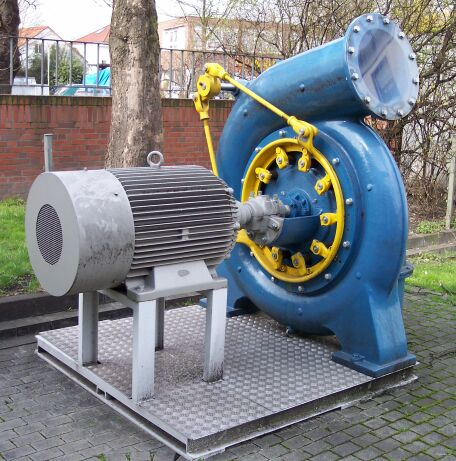
Francisturbine met generator
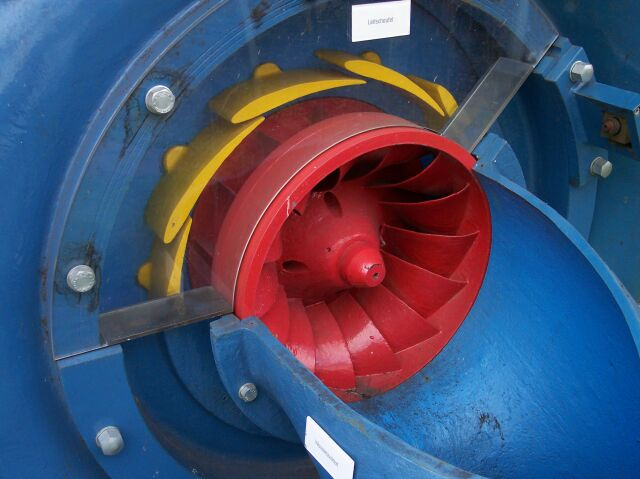
Leischoepen op de minimale stromingsinstelling
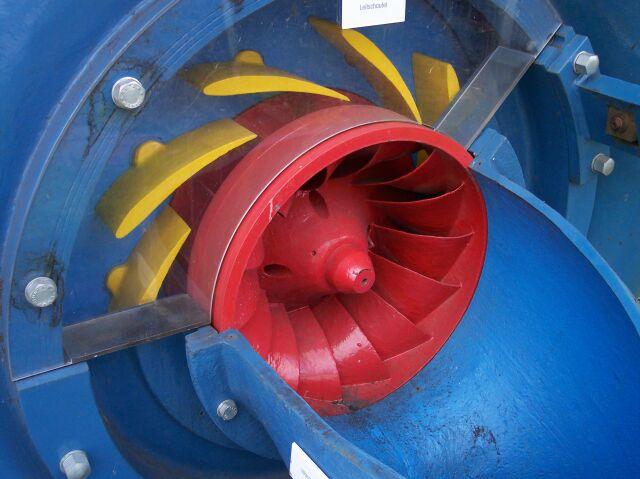
Leischoepen op de maximale stromingsinstelling

Aan de uitgang van de turbinerotor komt het water in een buisvormig gedeelte, zodat het de rotor verlaat met weinig rotatie en weinig kinetische of potentiële energie. De uitlaatbuis van de stator kan speciaal vormgegeven zijn om de stroming af te remmen en zo de kinetische energie te recupereren (zogenaamde zuigbuis).

## Toepassingen

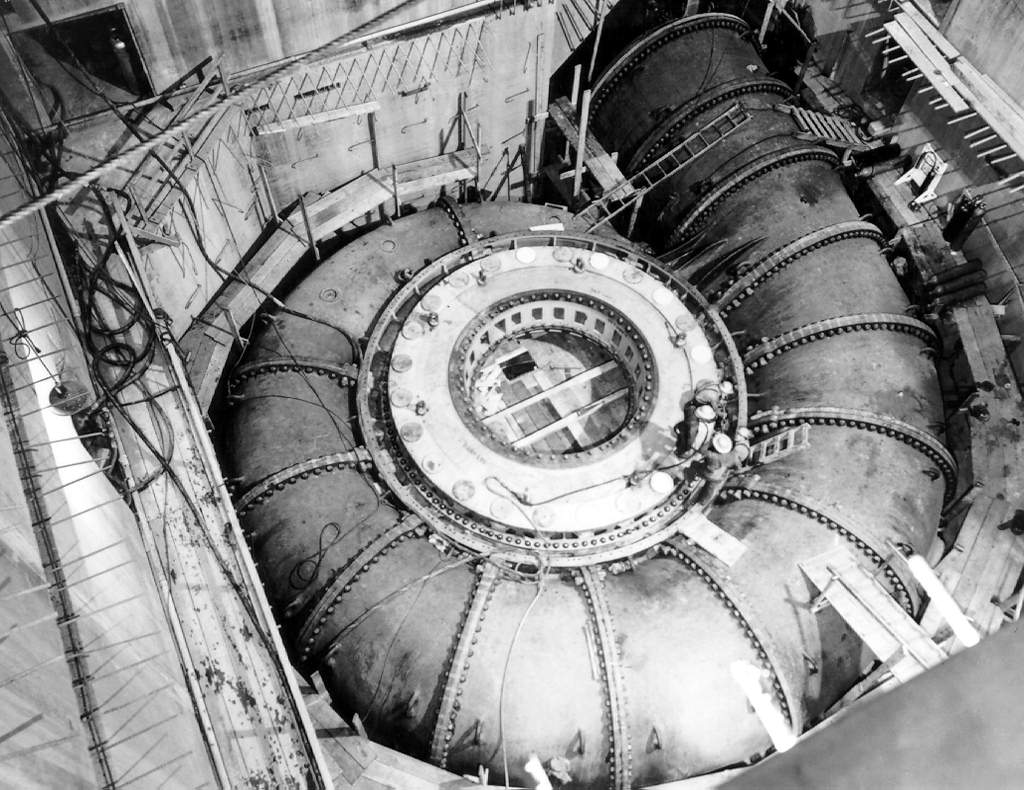
Inlaatleiding van een francisturbine van de Grand Couleedam.

Grote francisturbines worden specifiek ontworpen voor de locatie waar ze geïnstalleerd zullen worden, om zo de hoogst mogelijke efficiëntie te bereiken (meestal meer dan 90%). Ze zijn het best geschikt voor locaties met grote debieten en lage tot middelhoge opvoerhoogtes. Francisturbines zijn erg duur om te ontwerpen, produceren en installeren maar eens in werking gaan ze tientallen jaren mee.
Buiten het produceren van elektrische stroom, kan men de Francisturbine ook gebruiken voor pompcentrales: een reservoir wordt gevuld met water op momenten wanneer er weinig vraag naar elektrische stroom is (de overtollige elektrische stroom wordt dan gebruikt voor het pompen); het water in het reservoir wordt dan gebruikt om stroom te genereren wanneer de vraag naar elektrische stroom piekt.
Francisturbines kunnen ontworpen worden voor een breed bereik aan opvoerhoogtes en debieten. Om deze reden en vanwege hun hoge efficiëntie is de francisturbine de meest gebruikte turbine van de wereld.